# EKG數列
EKG數列是這樣定義的：
{\displaystyle a_{1}=1,a_{2}=2,} 對於{\displaystyle n\geq 3}，{\displaystyle a_{n}}是跟{\displaystyle a_{n-1}}不互質的正整數之中最小而又未曾出現在數列中的一個。例如3跟2互質，所以不可能是{\displaystyle a_{3}}，之後的4跟2不互質，所以它便是{\displaystyle a_{3}}。
它首幾項是1, 2, 4, 6, 3, 9, 12, 8, 10, 5, 15, 18, 14, 7, 21 ...（OEIS:A064413）
每個正整數都會在這個數列出現；每個質數都會由小到大順序出現。
因為這個數列的圖從細部看就像心電圖一般，所以便以心電圖的縮寫EKG命名。
關於它的猜想有：
- 若奇質數{\displaystyle p=a_{m}}，則{\displaystyle a_{m-1}=2p,a_{m+1}=3p}。
- 當{\displaystyle n\rightarrow \infty }：
  - 若{\displaystyle a_{n}}為奇質數，{\displaystyle a_{n}\sim {\frac {1}{2}}n(1+{\frac {1}{3logn}})}
  - 若{\displaystyle a_{n}}為奇質數的三倍，{\displaystyle a_{n}\sim {\frac {3}{2}}n(1+{\frac {1}{3logn}})}
  - 若{\displaystyle a_{n}}既非質數也非質數的三倍，{\displaystyle a_{n}\sim {\frac {3}{2}}n(1+{\frac {1}{3logn}})}

## 外部連結
- Ivars Peterson's MathTrek - The EKG Sequence（页面存档备份，存于）